# ミカエル・ラウドルップ
ミカエル・ラウドルップ（Michael Laudrup, 1964年6月15日 - ）は、デンマーク・コペンハーゲン出身の元サッカー選手、現サッカー指導者。デンマーク代表だった。現役時代のポジションはミッドフィールダー（オフェンシブハーフ）、フォワード（セカンドトップ）。デンマークサッカー界を代表する選手であり、1980年代中盤から1990年代のヨーロッパを代表する選手のひとり。同じくサッカー選手であった弟のブライアン・ラウドルップと共に「ラウドルップ兄弟」として知られる。父のフィン・ラウドルップも元サッカー選手で代表キャプテンを務めた。
1982年、18歳の誕生日にデンマーク代表デビューし、2度のワールドカップ、3度の欧州選手権を含む104試合に出場して37得点を挙げた。1994年11月からは代表引退するまで28試合に渡って代表キャプテンを務めた。1998年6月フランスワールドカップを最後に現役を引退した。
1999年、過去25年間のリーガ・エスパニョーラ最優秀外国人選手賞を受賞した。2000年4月にはDannebrog勲章を受勲した。 2003年11月、デンマークサッカー協会によってUEFAジュビリーアウォーズのデンマーク代表（過去50年のデンマーク最優秀選手）に選出された。2006年11月には、デンマークサッカー協会によって公式に史上最高のデンマーク人選手に選出された。

## クラブ経歴

### 幼少期
コペンハーゲンのFrederiksberg地区に生まれ、父親のフィン・ラウドルップも幼少時代にプレーしたVanløse IFでサッカーを始めた。1973年にフィンがブレンビーIFの選手兼任監督となると、ラウドルップ家はブロンビーに引っ越し、兄弟のブライアン・ラウドルップもブロンビーの下部組織に移った。1976年、父の後を追ってデンマーク・スーペルリーガ（1部）のケベンハウンBK（現FCコペンハーゲン）の下部組織に移ったが、ブライアンはブロンビーに留まった。

#### 初期の経歴
1981年にケベンハウンのトップチームに昇格。ブロンビーでプレーしていた父親のフィンは、1981年シーズン終了後のスーペルリーガ昇格を置き土産に現役引退した。1982年にコペンハーゲン郊外のブロンビーに移籍し、デビュー戦となったBoldklubben 1909戦 (7-1) で2得点を挙げた。1982年シーズンはリーグ3位の15得点を挙げ、デンマーク年間最優秀選手賞を受賞した。1983年シーズンも引き続きブロンビーでプレーし、中盤戦までに9得点を挙げた。

#### ラツィオ
1983年6月、イタリア・セリエA覇者のユヴェントスFCに移籍。ブロンビーにはデンマーク史上最高の移籍金100万ドルが支払われた。ユヴェントスとの合意前にはリヴァプールFCとの契約間近だったが、リヴァプールが提示内容を3年契約から突然変更、契約年数（4年）を提示してきたことに納得せず、リヴァプールとの交渉が決裂していた。また後に移籍することとなるFCバルセロナ、アヤックスなども獲得を試みたが、父親の勧めもあり、ユベントスへ移籍することとなった。当時のセリエAの規定では同時に出場できる外国人選手は2人までだったが、既にユヴェントスには、ズビグニェフ・ボニエクとミシェル・プラティニが在籍しており、SSラツィオへレンタル移籍をさせて活躍出来そうなのかを見定めることとした。本人は当初、レンタル移籍をさせられることを受け入れなかったが、最終的には受け入れ、2シーズンの契約でレンタル移籍した。セリエAデビュー戦となった9月12日エラス・ヴェローナFC戦 (2-4) で2得点を挙げた。次節、9月18日のインテル戦でもゴールを決めた。しかし、1983-84シーズンのラツィオは、かろうじてセリエB降格を回避した。1984-85シーズンのチームは序盤戦から低迷し、セリエB降格となった。自身は、代表チームでの活躍とは対照的に、チームの戦術も影響して活躍出来なかったが、ユヴェントスの首脳陣がその才能を疑うことはなかった。

#### ユベントス
1985-86シーズン、ボニエクがASローマに移籍したことで、ユヴェントスに正式に加入した。1985年8月25日、コッパ・イタリア、カゼルターナFC戦で移籍後初ゴールを決め、9月22日ピサ戦でユベントスの選手としてセリエA初ゴールを決めると、ヴェローナ戦、アタランタ戦と3試合連続ゴールを決めた。また、1986年4月20日のACミラン戦では決勝ゴールを決めて勝利、チームはリーグ優勝を果たした。1985年12月、国立競技場で行われたインターコンチネンタルカップのアルヘンティノス・ジュニアーズ戦では、角度のない位置から同点ゴールを決めて試合を振り出しに戻した。PK戦ではPKを失敗したが、ユヴェントスは2-2(PK 4-2)で勝利してタイトルを獲得した。このシーズン、チームは、セリエAとインターコンチネンタルカップの2冠を達成、自身も良いパフォーマンスを見せた。1985年度のデンマーク年間最優秀選手賞を受賞、バロンドール投票では自己最高位の4位に入った
1986-87シーズン、ジョバンニ・トラパットーニ監督が退任し、新たにリノ・マレケージが監督に就任すると、前年の様な活躍を見せられずに終わった。チャンピオンズカップ、ヴァルル・レイキャヴィークとの対戦の第1試合ではハットトリックを達成、第2戦でも2得点を決めた。1987年にプラティニが引退すると、新加入のイアン・ラッシュと共にユヴェントスを牽引することを期待されたが、度重なる怪我で大きな活躍が出来ずバルセロナに売却された。この間の、1988年にはジェラルド・ファネンブルグとのトレードでアイントフォーヘン移籍の話も出ていたが、残留していた。

#### FCバルセロナ
1989年、少年時代のアイドル的存在であるヨハン・クライフ監督 が獲得を熱望し、ラ・リーガの強豪FCバルセロナに移籍した。しかしユベントス時代に大きな活躍を見せることが出来なかったこともあり、当初は獲得に疑問の声が挙がったが、高いテクニックはクライフのサッカースタイルに完全にマッチし、ウイングの位置から、チームに不可欠な役割を果たし、フリスト・ストイチコフ、ロマーリオらに多くにアシストを供給、UEFAチャンピオンズカップ優勝、リーグ4連覇を成し遂げた。バルセロナでは通算296試合に出場、97ゴールを挙げた。
1989-90シーズン、第2節ホームデビュー戦となったオサスナ戦で初ゴールを決めた。同シーズンは決勝でライバル、レアル・マドリードを2-0と破り、コパデルレイに優勝した。
1990-91シーズン、1月19日第19節のレアルマドリードとのクラシコではファンやメディアから称賛されるスライディングボレーによる先制点を決めると、2月10日ベティス戦まで4試合連続ゴールを決めるなど、リーガ優勝に貢献した。
1991-92シーズン、12月7日のテネリフェ戦から1992年1月5日のマジョルカ戦まで4試合連続ゴールを決めるなど、リーグ戦で自己最多の13ゴールを決め、1992年にはドン・バロン・アワードの最優秀外国人選手賞を受賞。同シーズンのUEFAチャンピオンズカップ決勝でUCサンプドリアを1-0と破り、バルセロナと自身にとって初のチャンピオンズカップを制覇しただけでなく2年連続のリーグ優勝も成し遂げた。1992年のバロンドールでは7位にランクインした。
1992-93シーズン、リーグ戦では2シーズン連続で2桁ゴールを決めた。最終節まで首位はレアルマドリード、バルセロナは2位であったが、その最終節でバルセロナがレアル・ソシエダ戦に勝利した一方、レアルマドリードはテネリフェと引き分けたことで、3連覇を果たしたが、インターコンチネンタルカップではサンパウロに1-2で敗れた。1993年のバロンドールではの5位に入った。
1993-94シーズン、ブラジル代表のロマーリオが加入し、バルセロナの外国人選手は4人となった。チャンピオンズリーグ、ファーストラウンドのディナモ・キエフ戦でシーズン初ゴールを決めるなど、当初はスタメン出場していたが、次第にベンチスタートになることも増えた。レアルマドリ―ドとのクラシコでは途中出場からノールックパスでロマーリオのゴールをアシストするなど、プレー面でロマーリオとの抜群の相性の良さを度々見せた。
また優勝がかかる最終節のセヴィージャFC戦では先発出場し、前半にサイド突破からのクロスでストイチコフの同点ゴールをアシスト、後半にはストイチコフのアシストから得点を決め、勝利を引き寄せ、首位を走っていたラ・コルーニャに逆転での優勝を果たした。クライフ監督とはたびたび衝突したため、1993-94シーズンのUEFAチャンピオンズカップ決勝・ACミラン戦ではミラン所属の弟のブライアンと共にベンチ外になった。対戦したミランの監督ファビオ・カペッロはラウドルップを恐れていたが、居なくて良かった、彼をベンチ外にしたのはクライフの判断ミスだと述べた。

#### レアルマドリード
1994-95シーズンから、レアル・マドリードに移籍、移籍の理由はクライフに対してリベンジしたいう理由でも、遺恨などでもなく、プロとしてのものであり、またバルセロナはワールドカップアメリカ大会にかなりの所属選手を出していた為、疲労によりチーム力が落ちると考え、また新しい監督の下で新しい選手とプレーしたかったことが理由であるとした。グアルディオラは記者からラウドルップの移籍を聞き涙を流し、移籍を止める様に直に説得を試みた。バルセロナ最大のライバルに移籍したことで議論を呼んだが、ここは攻撃的MFとしてプレー、サモラーノ、ラウールらに多くにアシストを供給し、サモラーノと共にリーグ優勝に最も大きな役割を果たした。これらの活躍から1995年のバロンドールでは、第10位に入った。
9月27日、UEFAカップ、1stラウンドのスポルティングCP戦、2ndレグで移籍後初ゴールを決めると、リーグ開幕戦のセビージャ戦でサモラーノのゴールをアシスト、11月5日のアトレティコ・マドリードとのマドリードダービーではラウールのプロ初ゴールをアシストした。12月11日のオビエド戦でレアルマドリー移籍後リーガ初ゴール、1月7日の古巣バルセロナ戦ではサモラーノのゴールをアシストするなど、5-0と勝利(バルセロナ在籍時、前シーズンのエル・クラシコでは、レアル・マドリード相手に5-0と大勝、この時もバルセロナ相手に同じスコアで勝利した。)、2月12日のログロニェス戦では2ゴールを決めるなど、ラ・リーガ制覇に貢献、バルセロナ時代の4連覇を合わせて、個人としてはリーグ5連覇を達成、異なる二つ以上のクラブでラ・リーガ5連覇を達成した初の選手となった。
1995-96シーズン、ラ・リーガでは、9月30日、第5節のFCバルセロナ戦ではラウールのクラシコ初ゴールをアシスト、1月24日のビルバオ戦で2ゴールを決め、3月31日開催アトレチコ・マドリードとのダービーでは決勝ゴールを決めるなど、8ゴールを挙げ、また鋭いスルーパスで多くのチャンスを演出したが 、6位に終わった。UEFAチャンピオンズリーグでは準々決勝ユベントス戦では、第1戦にラウルのゴールをアシストし1-0で勝利したが、第2戦イエロ、レドンド、サモラーノを欠き、ベスト8で敗退、スーペルコパでもラ・コルーニャに破れ、ラリーガ移籍後初めてタイトル獲得無しのシーズンとなった。レアル・マドリードでは2シーズンプレーしただけにもかかわらず、2002年にマルカ紙が実施したインターネット調査では、レアル・マドリードの歴代最優秀選手投票で12位にランクインした。

#### ヴィッセル神戸
1995年のインタビューにおいて、既に日本からのオファーを前向きに検討していて、恐らく1995-96シーズン終了後は日本でプレーすることになると話していた。1996年、サンフレッチェ広島の監督を務めていた頃から獲得を熱望していた、スチュワート・バクスター監督のたっての希望により、ジャパンフットボールリーグ（2部に相当）のヴィッセル神戸に入団することとなった。ここでは特に永島昭浩といいコンビネーションを見せた。デビュー戦となった8月18日のブランメル仙台戦で初ゴールを含む 2ゴールのデビューを飾る。第21節のコンサドーレ札幌戦では、移籍後初アシストを含め、3アシストを記録するなど、目覚ましい活躍を見せて5-1での勝利に貢献、ワールドカップ予選出場のためにチームを離脱することもあったが、昇格を争う中、最終節を前にした福島FC戦では決勝ゴールを含む2ゴールを決めるなど、Jリーグ昇格に貢献。同年の天皇杯3回戦、関西ダービーとなった京都サンガ戦では1ゴールを決めたが、試合は3-4で敗れた。
1997年、Jリーグカップでは3月29日の柏レイソル戦で1-1の同点とするゴールを決め、チームはJリーグカップ初勝利を挙げた。同年のJリーグ開幕戦、鹿島アントラーズ戦では、永島昭浩のゴールをアシストした。第2節の名古屋グランパスエイト戦でも永島昭浩の先制ゴールをアシスト、チームはJリーグ初勝利を挙げた、第3節4月19日の横浜フリューゲルス戦に先発したものの、負傷のため前半16分に交代、怪我影響で以降の試合を欠場、そのまま退団することとなった。

#### アヤックス
1997-98シーズン、同郷のモアテン・オルセン監督が率いるエールディヴィジのAFCアヤックスに加入し、3節のユトレヒト戦で移籍後初ゴールを決めると、21節のRKCヴァールヴァイク戦でキャリア2度目のハットトリックを決め、4月11日30節のヘーレンフェーン戦でクラブチームでの現役ラストゴールを決めるなど、僅か21試合の出場ながら、11得点9アシストを記録した。またクラブチームでの現役ラストマッチとなったKNVBカップ決勝のPSV戦では2-0とリードを広げるリトマネンのゴールをアシストするなど、1997-98シーズンにリーグとKNVBカップの2冠達成に貢献、契約延長の話を受けたが、同シーズンを最後に引退した。

## 代表経歴
1981年2月28日、U-19フランス代表戦でU-19デンマーク代表デビューを飾り、U-19代表では25試合に出場して14得点を記録した。ブロンビーでのデビューシーズンにデンマークA代表に初招集され、18歳の誕生日である1982年6月15日、ノルウェー戦でゴールを決めるデビュー。ハラルド・ニールセンに次いで歴代2位の年少出場記録を作った。
1983年10月12日、UEFA欧州選手権1984予選、ルクセンブルク戦ではハットトリックを決めた。
1984年、欧州選手権フランス大会には中心選手として全試合に出場し、将来有望な若手選手の一人として注目された。
1986年、ワールドカップメキシコ大会では、「ダニッシュ・ダイナマイト」と賞賛された攻撃的なチームの中でエルケーア・ラルセンと2トップを組み、同大会でデンマーク初の決勝トーナメント進出に貢献した。なお、1次リーグ第2戦のウルグアイ戦(6-1)では、52分に技巧的なドリブル突破からデンマークの3点目の得点を決めている。
1988年、欧州選手権西ドイツ大会にも出場。1次リーグのスペイン戦でゴールを決めたが、グループリーグ敗退に終わった。長年代表を率いたドイツ人のゼップ・ピオンテック監督が大会後に退任すると、その後の監督たちとは対立し、代表辞退と復帰を繰り返すようになった。1990 FIFAワールドカップ イタリア大会予選では、10月11日、最終節を前に出場権を争っていたルーマニアにホームで3-0と勝利し、勝ち点を8に伸ばし、勝ち点7のルーマニアを抜いて首位に立ち、2大会連続出場に王手をかけたものの、11月15日のアウエーで1-3と敗れ、土壇場で本大会出場を逃した。UEFA EURO '92予選では3試合に出場したが、1990年11月、メラー・ニールセン監督との意見の相違から、弟のブライアンやヤン・メルビーとともに代表からの引退を表明した。ブライアンはピーター・シュマイケルなどとともにUEFA EURO '92本大会に出場し、ニールセン監督のチームは快進撃を続けて初優勝を果たした。
ニールセン監督の守備的サッカースタイルを批判して代表を退いていたが、10時間を超える話し合いの末、1993年8月に代表に復帰した。1994 FIFAワールドカップ アメリカ大会予選では最終節を前に、アイルランドが勝ち点17、デンマークが勝ち点16、スペインが13であった。しかし最終節でスペインとの直接対決で敗れ、スペインに逆転され、2大会連続で出場を争うライバルに逆転され、ワールドカップ出場を逃した。
1995年、キング・ファハド・カップ（FIFAコンフェデレーションズカップの前身）に出場し、決勝のアルゼンチン戦では決勝ゴールを決めて優勝に貢献した。
UEFA EURO '96予選では10試合に出場して4得点し、本大会ではキャプテンを務め、兄弟そろって出場したが、1勝1分1敗でグループリーグ敗退に終わった。
1998年、ワールドカップフランス大会にキャプテンとして出場。グループリーグではフランス戦でPKによるゴールを決めた。決勝トーナメント1回戦ではアトランタオリンピック優勝のナイジェリアと対戦し、絶妙なパスでメラーの先制点、そしてエッベ・サンドの追加点をアシスト、4-1の大差で勝利し、チームをベスト8まで牽引した。準々決勝ではブラジルを苦しめたが、2-3で敗れ、代表のみならず現役生活最後の試合となった。またFIFAによるワールドカップフランス大会オールスターメンバーにも選ばれた。

## 指導者経歴

### デンマーク代表コーチ
1998年の現役引退後には、空き時間などにリンビーBKのシニアチームでプレーすることもあった。2000年にデンマーク代表のアシスタントコーチに就任し、36歳で指導者の道を歩み始めた。モアテン・オルセン監督のチームは4-2-3-1フォーメーションを採用し、両翼に機動力のあるウイングを配置してショートパスでボールを支配するサッカーを探求。2002 FIFAワールドカップでは決勝トーナメントに進出した。

### ブレンビー
2002年、デンマーク・スーペルリーガのブレンビーIF監督に就任。代表と似たような戦術の採用を明らかにし、選手時代にデンマーク代表でともにプレーし、監督としてリーグ優勝経験のあるヨン・イェンセンをアシスタントコーチに据えた。ベテラン選手や経験豊富な選手を放出し、下部組織出身の若手有望株や新加入選手を積極的に起用することでチームを刷新。また、守備を安定させるためにデンマーク代表で実績のあるモアテン・ビスガードを獲得した。就任初年度の2002-03シーズンには、ダニッシュ・カップの決勝でFCミッティランを破って優勝した。リーグ戦では2度2位となった後、2004-05シーズンに就任後初優勝。このシーズンにはダニッシュ・カップと合わせて国内2冠を達成し、2005-06シーズンは再びリーグ戦で2位となった。ブレンビーとの契約延長交渉がうまくいかず、2005-06シーズン終了後にコーチのイェンセンとともにブレンビー監督を退任した。古巣のレアル・マドリードや、ラーシュ・ラーゲルベック監督の後任を探していたスウェーデン代表を含め、いくつかのクラブ・代表から関心を示された。2007年、ブレンビーはラウドルップの承諾を得て、スタジアムに「ミカエル・ラウドルップ・ラウンジ」という名称の新しいラウンジをオープンさせた。

### ヘタフェ
2007年6月21日、スペインのマルカ紙はヘタフェCFがラウドルップと接触していると報じ、7月9日、レアル・マドリード監督に就任したベルント・シュスターの後任としてヘタフェ監督に就任。2007-08シーズンではコパ・デル・レイで決勝に進出し、バレンシアCFに1-3で敗れたものの準優勝した。UEFAカップではチームを準々決勝進出に導き、ドイツのバイエルン・ミュンヘンと接戦を演じた（ファーストレグが1-1、セカンドレグが3-3、アウェーゴール差で敗退）。ヘタフェでは攻撃的なサッカースタイルで成功を収めたが、2008年5月に監督を辞任した。退任発表後、バレンシア、SLベンフィカ（ポルトガル）、チェルシーFC、ブラックバーン・ローヴァーズFC、ウェストハム・ユナイテッドFC（いずれもイングランド）、パナシナイコスFC（ギリシャ）、PFC CSKAモスクワ（ロシア）などからの関心が報じられた。パナシナイコス監督就任が確実視されたが、スペインのクラブから監督就任オファーを受けた際に契約解除できる条項を求めているとデンマークのメディアに報じられた。結局合意に至らず、ヘンク・テン・カテがパナシナイコス監督に就任した。

### スパルタク・モスクワ

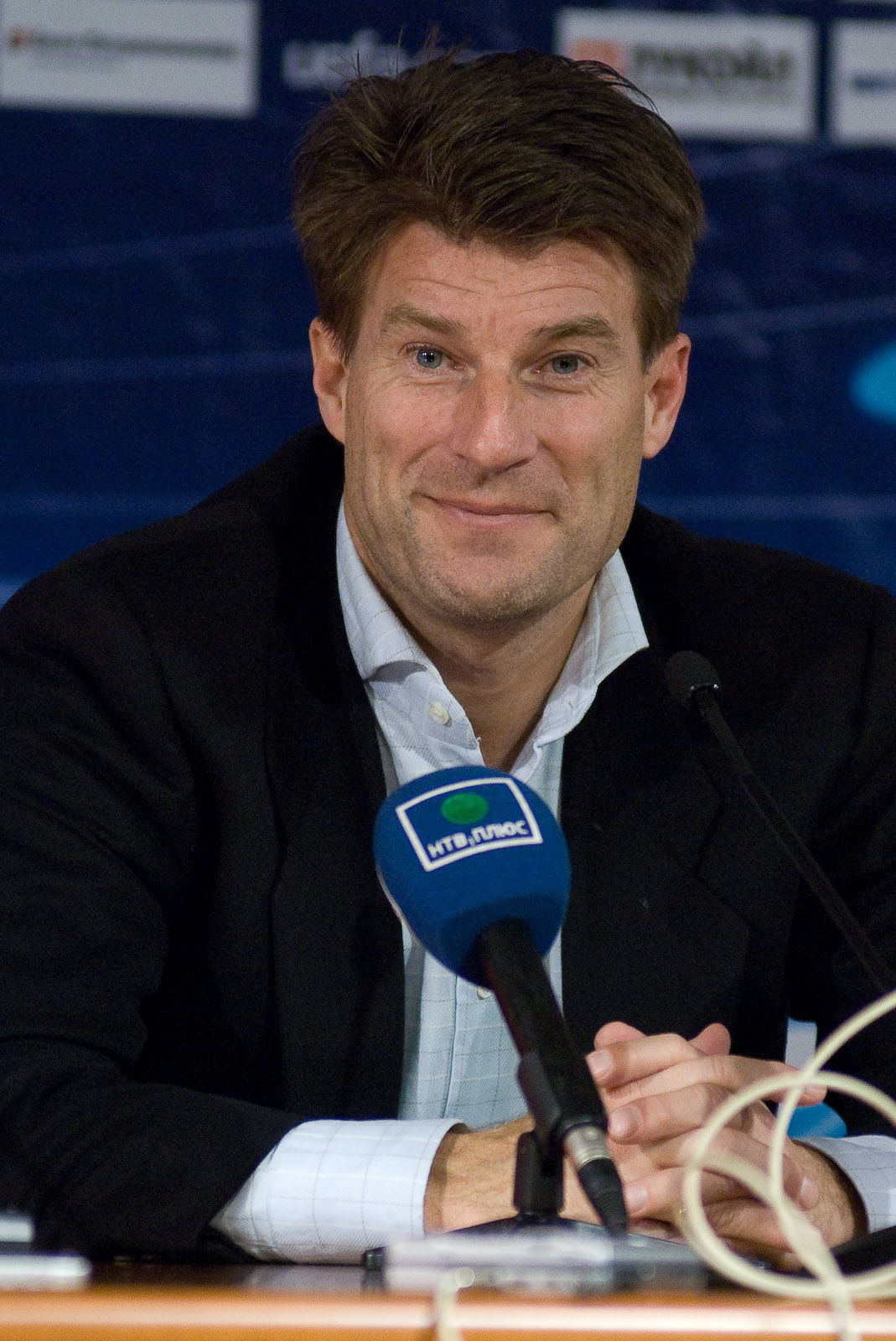
ウディネーゼ戦後の記者会見でのラウドルップ (2008年11月)

2008年9月12日、ロシア・プレミアリーグのFCスパルタク・モスクワ監督就任が公式に発表された。契約期間は1年半。しかし、2008年シーズンのリーグ戦では8位と低迷。2009年4月15日、ロシア・カップ準々決勝のFCディナモ・モスクワ戦に0-3で敗れると、成績不振を理由に解任された。2009年10月22日、スペインのメディアはラウドルップがアベル・レシーノ監督に代わってアトレティコ・マドリードの新監督に就任する可能性を報じた。しかし、アトレティコとラウドルップは諸条件で合意に至らず、10月23日、キケ・サンチェス・フローレス監督がアトレティコ監督に就任した。

### マヨルカ
2010年7月2日、スペインのRCDマヨルカの監督に就任した。契約期間は2年。マヨルカは破産宣告を受けており、2010年夏には満足な補強ができずに苦しんだ。前シーズンにUEFAヨーロッパリーグ出場圏内の5位となったものの、クラブの財政状態が理由で欧州サッカー連盟(UEFA)によって出場権を剥奪された。このような状況にもかかわらず、ラウドルップは攻撃的なスタイルを貫いてプリメーラ・ディビシオン残留を果たした。2011-12シーズン序盤にはアシスタントコーチのエリック・ラルセンが解任され、2011年9月27日、ラウドルップも監督を辞任した。フットボール・ディレクターのロレンソ・セラ・フェレールとの確執を辞任の理由に挙げている。

### スウォンジー・シティ
2012年6月15日、プレミアリーグのスウォンジー・シティAFCの監督に就任。契約期間は2年。公式戦での初采配はロフタス・ロードでのクイーンズ・パーク・レンジャーズFC(QPR)戦であり、この試合には5-0で大勝した。2012-13シーズンはフットボールリーグカップに優勝しクラブに初のビッグタイトルをもたらしたが、翌2013-14シーズンは成績不振に陥り、2014年2月4日に監督を解任された。

## 家族
ラウドルップ家は3世代に渡ってサッカー選手を輩出している。父のフィン・ラウドルップはデンマーク代表歴を持っている。叔父のEbbe Skovdahlも元サッカー選手であり、指導者としてはブレンビーIFやアバディーンFCやSLベンフィカの監督を務めた。ミカエルの弟のブライアン・ラウドルップは1990年代にレンジャーズFCでスコティッシュ・プレミアリーグ9連覇を成し遂げ、UEFA EURO '92のデンマーク代表優勝メンバーでもある。なお、ミカエルはこの大会に出場していないが、それはメラー・ニールセン監督との確執や、ユーゴスラビアの大会出場に対する抗議行動によるものである。前夫人との間に誕生したミカエルの長男のマッズ・トゥーネ・ラウドルップは2005年1月以来、各年代の世代別デンマーク代表のキャプテンを務めた。ノルウェー出身の夫人との間に誕生した次男のアンドレアス・レッツ・ラウドルップは2006年3月にU-16デンマーク代表に選出された。アンドレアスは2007年から2008年までレアル・マドリードの下部組織に所属し、2009年からはFCノアシェランでプレーしている。2004年、ミカエルとブライアンはペレが選出したFIFA 100に兄弟そろって選出された。

## 評価
- 同じFCバルセロナとヴィッセル神戸に所属した、アンドレス・イニエスタの憧れた選手で[85]、そのプレーを幼少の頃からプレーを模範とし真似ていたと語り[86]、那須大亮のYouTubeの企画にゲストとして出演した際には、自身が認める凄いMFベスト3の1位をラウドルップとした[86]。
- イニエスタと同様にダビド・シルバも子供の頃のアイドルとして名前を挙げている[87]。
- ティエリ・アンリは、「過小評価されているのが理解出来ない、最高の10番、パスの神、動画サイトにある彼のビデオをよく見ている。」と話し[88]、「一緒にプレーがしたかった。彼以上パスが上手い選手を知らない。」と賞賛した[89]。
- ミシェル・プラティニは、ラウドルップを「サッカー史上もっとも才能ある選手のひとり。利己心の欠如が理由であまりにもゴール数が少ないのが残念だ」と表現した[90]。
- ヨハン・クライフは、一緒に仕事をすることが最も難しい選手の一人であったとし、「彼が80パーセントから90パーセントの力でプレーしても、選手として並外れていたが、私は100パーセントの力を出してプレーすることを求めていた、しかし、彼が100パーセントの力を出してプレーしてくれることは稀だった。」と話した[10]。
- ベッケンバウアーは、90年代ではラウドルップが最高の選手であったと評している[7]。
- 2006年4月、レアル・マドリードでチームメイトだったラウル・ゴンサレスはインタビューで「一緒にプレーした選手の中ではラウドルップが最高の選手だ」と述べた[7][91]。
- FCバルセロナでチームメイトだったロマーリオもラウル同様に語り、「パスも出せて得点もできるラウドルップは、ペレ、ディエゴ・マラドーナ、ロマーリオ自身、ジネディーヌ・ジダンに次いでサッカー史上5番目の選手である」と付け加えた[92]。
- 永島昭浩とは同じ年であり[50]、1997年のJリーグで22ゴールを決めることができたのは、ラウドルップからのポジショニングに関する要求[50]、などに関してのやりとりの中で、どう準備し、プレーして点を取るのかがおのずと身に付いたお陰だと後に語った[93]。また、いつもいいパスが供給されるので、子供の様にワクワクしながら共にプレーしていたという[94]。
- 共にプレーした和田昌裕は、「考えられないタイミングでパスが来たり、難しい体勢から簡単にゴールを決めたり、驚くことが多かった。」と話した[95]。

## プレースタイル
- 優れたテクニックを持ち[17][20]、1対1のドリブル突破に強く[18][20]、相手DF陣をドリブルで崩し[20]、多くのゴールチャンスを演出[17]、ノールックパスも得意で[18]、パス感覚に優れた[20]、ラストパスの名手であった[88][89]。自身がゴールを決めることを重要視せず[96]、自らゴールを狙えるチャンスにも、より得点しやすいポジションに居ると判断したチームメートへパスを選択することが多かった[96]。またマラドーナらと共に、ジダン以前にマルセイユ・ルーレットを実戦で使っていた選手の一人であった[97]。

## 個人成績

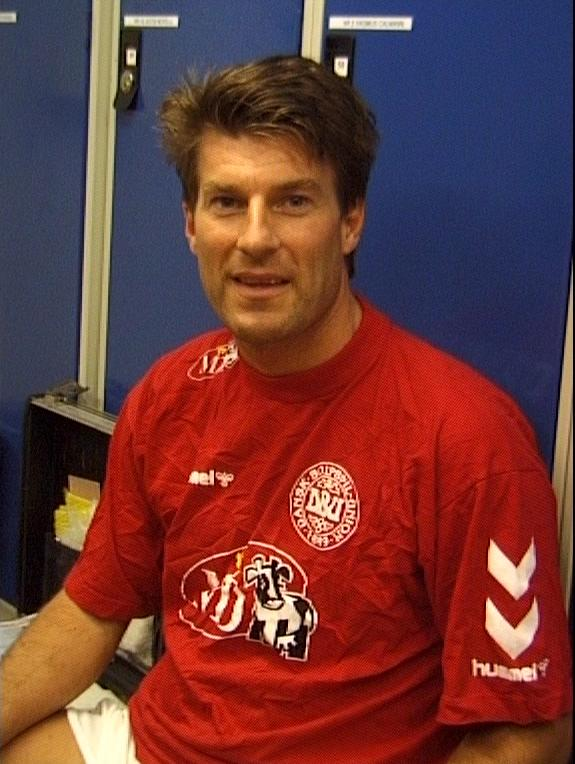
デンマーク代表アシスタントコーチ時代のラウドルップ（2000年）

| シーズン           | クラブ  | 国内リーグ | 国内リーグ | 国内カップ | 国内カップ | 国内リーグカップ | 国内リーグカップ | 欧州カップ | 欧州カップ | 合計 | 合計 |
| シーズン           | クラブ  | 試合       | 得点       | 試合       | 得点       | 試合             | 得点             | 試合       | 得点       | 試合 | 得点 |
| ------------------ | ------- | ---------- | ---------- | ---------- | ---------- | ---------------- | ---------------- | ---------- | ---------- | ---- | ---- |
| ケベンハウンBK     | 1981    | 14         | 3          |            |            | -                | -                |            |            |      |      |
| 通算               |         | 14         | 3          |            |            |                  |                  |            |            |      |      |
| ブレンビーIF       | 1982    | 24         | 15         |            |            | -                | -                |            |            |      |      |
| ブレンビーIF       | 1983    | 14         | 8          |            |            | -                | -                |            |            |      |      |
| 通算               |         | 38         | 23         |            |            |                  |                  |            |            |      |      |
| SSラツィオ         | 1983-84 | 30         | 8          | 5          | 0          | -                | -                |            |            |      |      |
| SSラツィオ         | 1984-85 | 30         | 1          | 5          | 3          | -                | -                |            |            |      |      |
| 通算               |         | 60         | 9          |            |            |                  |                  |            |            |      |      |
| ユヴェントスFC     | 1985-86 | 29         | 7          | 6          | 2          | 1                | 1                |            |            |      |      |
| ユヴェントスFC     | 1986-87 | 20         | 3          | 6          | 1          |                  |                  | 4          | 5          |      |      |
| ユヴェントスFC     | 1987-88 | 27         | 0          | 7          | 2          | -                | -                | 4          | 2          |      |      |
| ユヴェントスFC     | 1988-89 | 26         | 6          | 7          | 2          | -                | -                | 8          | 3          |      |      |
| 通算               |         | 102        | 16         |            |            |                  |                  |            |            |      |      |
| FCバルセロナ       | 1989-90 | 32         | 3          | 7          | 2          | -                | -                | 3          | 1          |      |      |
| FCバルセロナ       | 1990-91 | 30         | 9          | 5          | 2          | -                | -                | 7          | 0          |      |      |
| FCバルセロナ       | 1991-92 | 36         | 13         | 2          | 2          | -                | -                | 11         | 3          |      |      |
| FCバルセロナ       | 1992-93 | 37         | 10         | 4          | 4          | -                | -                | 4          | 0          |      |      |
| FCバルセロナ       | 1993-94 | 31         | 5          | 1          | 0          | -                | -                | 6          | 1          |      |      |
| 通算               |         | 166        | 40         |            |            |                  |                  |            |            |      |      |
| レアル・マドリード | 1994-95 | 33         | 4          | 2          | 1          | -                | -                | 5          | 2          |      |      |
| レアル・マドリード | 1995-96 | 29         | 8          |            |            | -                | -                | 7          | 0          |      |      |
| 通算               |         | 62         | 12         |            |            |                  |                  |            |            |      |      |
| ヴィッセル神戸     | 1996    | 12         | 5          | 3          | 2          | -                | -                | -          | -          | 15   | 7    |
| ヴィッセル神戸     | 1997    | 3          | 0          | 0          | 0          | 6                | 1                | -          | -          | 9    | 1    |
| 通算               |         | 17         | 5          | 3          | 2          | 6                | 1                | -          | -          | 24   | 8    |
| アヤックス         | 1997-98 | 21         | 11         | 4          | 0          | -                | -                | 52         |            |      |      |
| 通算               |         | 21         | 11         |            |            |                  |                  |            |            |      |      |
| 合計               | 合計    | 478        | 119        |            |            |                  |                  |            |            |      |      |

## 代表歴

### 出場大会
- デンマーク代表
  - 1986 FIFAワールドカップ
  - 1998 FIFAワールドカップ

### 試合数
- 国際Aマッチ 104試合 37得点（1982年-1998年）[98][99]

| デンマーク代表 | 国際Aマッチ | 国際Aマッチ |
| 年             | 出場        | 得点        |
| -------------- | ----------- | ----------- |
| 1982           | 3           | 2           |
| 1983           | 5           | 7           |
| 1984           | 13          | 2           |
| 1985           | 6           | 6           |
| 1986           | 10          | 1           |
| 1987           | 4           | 0           |
| 1988           | 9           | 1           |
| 1989           | 8           | 4           |
| 1990           | 6           | 3           |
| 1991           | 0           | 0           |
| 1992           | 0           | 0           |
| 1993           | 4           | 0           |
| 1994           | 8           | 3           |
| 1995           | 9           | 5           |
| 1996           | 8           | 1           |
| 1997           | 2           | 1           |
| 1998           | 9           | 1           |
| 通算           | 104         | 37          |

## 監督成績
2014年2月4日現在
| チーム               | 就任          | 退任          | 記録 | 記録 | 記録 | 記録 | 記録 | 記録 | 記録 | 記録   |
| チーム               | 就任          | 退任          | 試合 | 勝   | 分   | 敗   | 得点 | 失点 | 点差 | 勝率   |
| -------------------- | ------------- | ------------- | ---- | ---- | ---- | ---- | ---- | ---- | ---- | ------ |
| ブレンビー           | 2002年7月     | 2006年6月     | 132  | 76   | 31   | 25   | 237  | 119  | +118 | 057.58 |
| ヘタフェ             | 2007年7月     | 2008年6月     | 59   | 25   | 15   | 19   | 81   | 70   | +11  | 042.37 |
| スパルタク・モスクワ | 2008年9月12日 | 2009年4月15日 | 14   | 4    | 4    | 6    | 15   | 17   | −2   | 028.57 |
| マヨルカ             | 2010年7月1日  | 2011年9月27日 | 42   | 13   | 9    | 20   | 52   | 67   | −15  | 030.95 |
| スウォンジー・シティ | 2012年6月15日 | 2014年2月4日  | 84   | 29   | 24   | 31   | 116  | 105  | +11  | 034.52 |
| 通算                 | 通算          | 通算          | 331  | 147  | 83   | 101  | 499  | 378  | +121 | 044.41 |

## タイトル

### 選手時代

#### クラブ
ユヴェントスFC
- セリエA (1): 1985-86
- インターコンチネンタルカップ (1) : 1985

FCバルセロナ
- プリメーラ・ディビシオン (4): 1990-91, 1991-92, 1992-93, 1993-94
- コパ・デル・レイ (1) : 1989-90
- スーペルコパ・デ・エスパーニャ (2) : 1991, 1992
- UEFAチャンピオンズカップ (1) : 1991-92
- UEFAスーパーカップ (1) : 1992

レアル・マドリード
- プリメーラ・ディビシオン (1) : 1994-95

AFCアヤックス
- エールディヴィジ (1) : 1997-98
- KNVBカップ (1) : 1998

#### 代表
デンマーク代表
- キング・ファハド・カップ (1) : 1995

#### 個人
- デンマーク年間最優秀選手賞 (2) : 1982, 1985
- ドン・バロン・アワード 最優秀外国人選手賞 (1) : 1992
- リーガ・エスパニョーラ 過去25年間の最優秀外国人選手賞 (1) : 1974-1999
- ワールドサッカー誌20世紀の偉大なサッカー選手100人 59位 : 1999
- FIFA 100 : 2004
- UEFAジュビリーアウォーズ デンマーク最優秀選手 : 2005
- デンマーク史上最高選手賞 : 2006

### 指導者時代

#### クラブ
ブレンビーIF
- デンマーク・スーペルリーガ (1) : 2004-05
- ダニッシュ・カップ (2) : 2002-03, 2004-05
- ダニッシュ・スーパーカップ (2) : 2001, 2004

スウォンジー・シティAFC
- フットボールリーグカップ (1) : 2012-13

レフウィヤSC
- カタール・スターズリーグ (1) : 2014-15

#### 個人
- デンマーク年間最優秀監督賞 (2) : 2003, 2005

## メディア

### 書籍
- ブルーノ・ベルナルディ(Bruno Bernardi), "ミカエル・ラウドルップ(Michael Laudrup)", イタリア, 1986（イタリア語）
- フレミング・ニールセン、ヴァグン・ニールセン, "Fodboldkunstneren Michael Laudrup : rundt om en stjerne", デンマーク, 1986（デンマーク語）
- ミカエル・ラウドルップ, "Mod nye mål", デンマーク, 1989, ISBN 87-559-0848-9（デンマーク語）
- ヤコブ・クヴィスト, "Ambassadøren – en bog om Michael Laudrup", デンマーク, 1996（第4版は2001）, ISBN 87-583-1285-4（デンマーク語）
- バンクス・イェルゲンセン, "Landsholdenes 2198 profiler", デンマーク, 2004, ISBN 87-89564-04-9（デンマーク語）

### 映像
- Jørgen Leth, "Michael Laudrup – en fodboldspiller", デンマーク, 1986（デンマーク語）